# Cyathea × lewisii
Cyathea × lewisii là một loài dương xỉ trong họ Cyatheaceae. Loài này được C.V. Morton & Proctor Proctor mô tả khoa học đầu tiên năm 1953.